# Nerw potyliczny większy

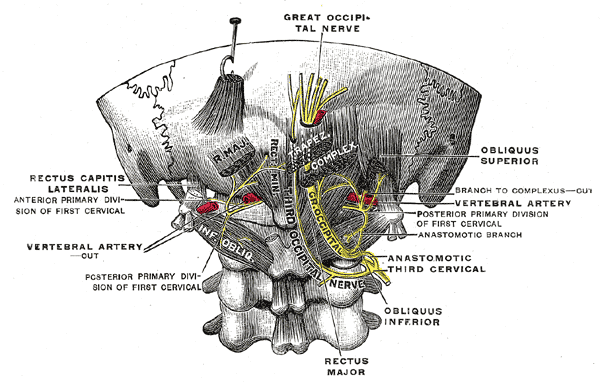
Nerw potyliczny większy podpisany GREAT OCCIPITAL NERVE

Nerw potyliczny większy (łac. nervus occipitalis major) – w anatomii człowieka nerw będący gałęzią grzbietową drugiego szyjnego nerwu rdzeniowego.

## Przebieg
Punkt wyjścia nerwu potylicznego większego znajduje się między tylnym łukiem kręgu szczytowego, a kręgiem obrotowym. Pod dolną krawędzią mięśnia skośnego dolnego głowy nerw dzieli się na dwie gałęzie: boczną oraz przyśrodkową. Gałąź boczna unerwia mięśnie, a następnie zespala się z nerwem potylicznym trzecim (gałęzią grzbietową trzeciego szyjnego nerwu rdzeniowego). Gałąź przyśrodkowa (właściwe przedłużenie nerwu) zawija się wokół mięśnia skośnego dolnego głowy i biegnie w górę przykryta mięśniem półkolcowym głowy, następnie przebija go oraz ścięgno mięśnia czworobocznego i przedostaje się do tkanki podskórnej. Na końcowym odcinku podąża ku górze wraz z tętnicą potyliczną i dzieli się na końcowe gałęzie, które zaopatrują skórę okolicy potylicznej i ciemieniowej.

## Obszar unerwienia
Nerw potyliczny większy unerwia:
- mięsień skośny dolny głowy
- mięsień płatowaty głowy
- mięsień płatowaty szyi
- mięsień najdłuższy głowy
- mięsień półkolcowy głowy
- skórę okolicy potylicznej
- skórę okolicy ciemieniowej